# Tokodaltáró
Tokodaltáró é um município da Hungria, situado no condado de Komárom-Esztergom. Tem 5,27 km² de área e sua população em 2015 foi estimada em 2.883 habitantes.